# Guatemala en los Juegos Paralímpicos de Nueva York y Stoke Mandeville 1984
Guatemala estuvo representada en los Juegos Paralímpicos de Nueva York y Stoke Mandeville 1984 por cuatro deportistas masculinos. El equipo paralímpico guatemalteco no obtuvo ninguna medalla en estos Juegos.